# Исторический музей Берна
Исторический музей Берна (фр. Musée d’Histoire de Berne; нем. Bernisches Historisches Museum) — второй по величине исторический музей Швейцарии. Находится на площади Хельветиаплац в Берне.

## История
В 1882 году в библиотечной галерее современного Казиноплац открылся Антикварный музей Берна, где были собраны археологические, исторические и этнографические коллекции кантона, муниципалитета и общины. Несколько лет спустя кантон, город и граждане решили построить новое здание музея на Кирхенфельде. Швейцарский парламент решил возводить Национальный музей в Цюрихе. В 1892—1894 годах на Хельвиаплаце строился Исторический музей Берна в стиле историзма по проекту швейцарских архитекторов Эдуарда фон Родта и Пола Адольфа Тиеша.
В середине июня 2009 года открылась пристройка музея (Kubus/Titan).
На сегодняшний день музей с его археологическими, культурно-историческими и этнографическими коллекциями представляет собой трёхэтажный дом. Напротив главного входа расположен Памятник мировому телеграфу.

## Коллекции

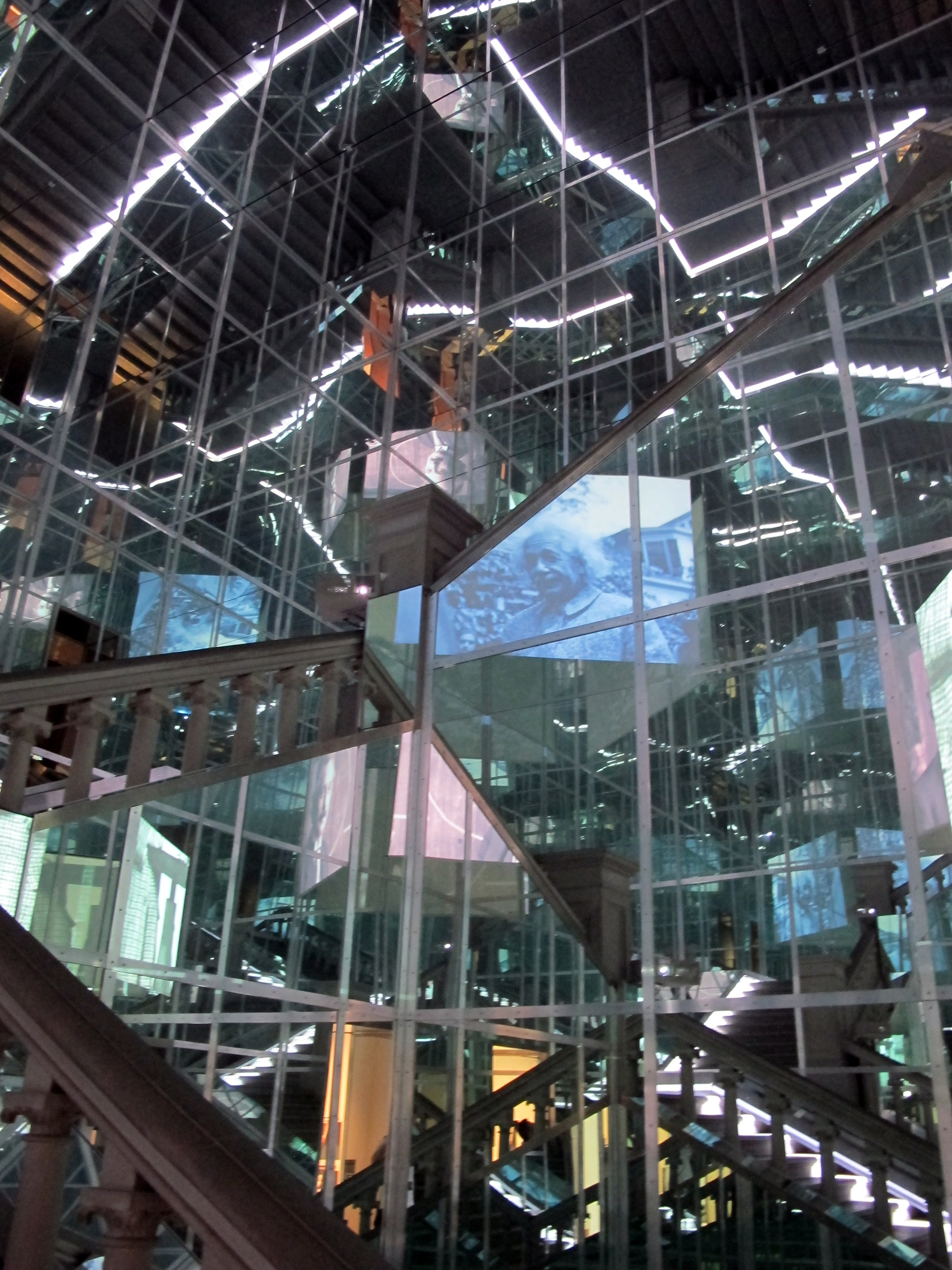
Лестничный дом в Музее Эйнштейна

В общей сложности в музее собрано около 500 тысяч предметов. В 1954—2009 годах филиал музея располагался в замке Оберхофен. В музее собраны коллекции, связанные с историей и культурой Берна. Примечательными считаются Бургундские гобелены, захваченные у Карла Смелого в Бургундских войнах. В 1914 году свою обширную восточную коллекцию передал музею путешественник Анри Мозер, которая долгие годы из-за недостатка залов не выставлялась. Есть несколько постоянных выставок из Азии и Египта.
В декабре 2008 года был торжественно открыт новый зал специально для выставки, посвящённой жизни и творчеству Альбрехта фон Галлера. С 3 апреля по 26 октября 2014 года временно выставлялись находки из Шнидеёх.

## Музей Эйнштейна
Задуманная как временная выставка 2005 года Музей Эйнштейна остался отдельным музеем, посвящённым жизни и работе Альберта Эйнштейна, который в Берне сформулировал теорию относительности. Дом-музей Альберта Эйнштейна, где прежде жил учёный, также открыт для публики в Берне.

## Галерея

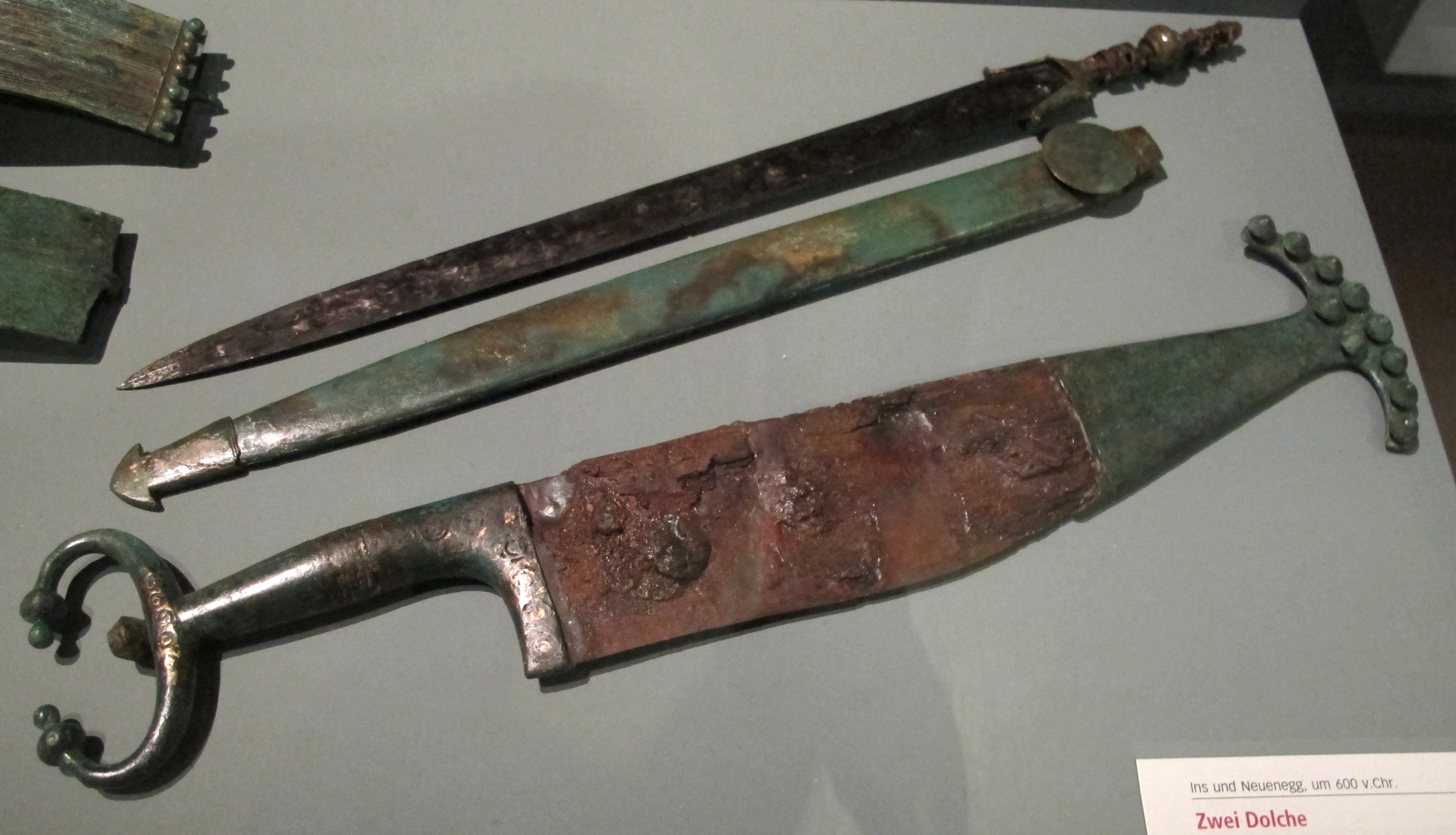
Кинжал с рукояткой, украшеной антеннами[4], доримская эпоха, около 600 г. до н.э.
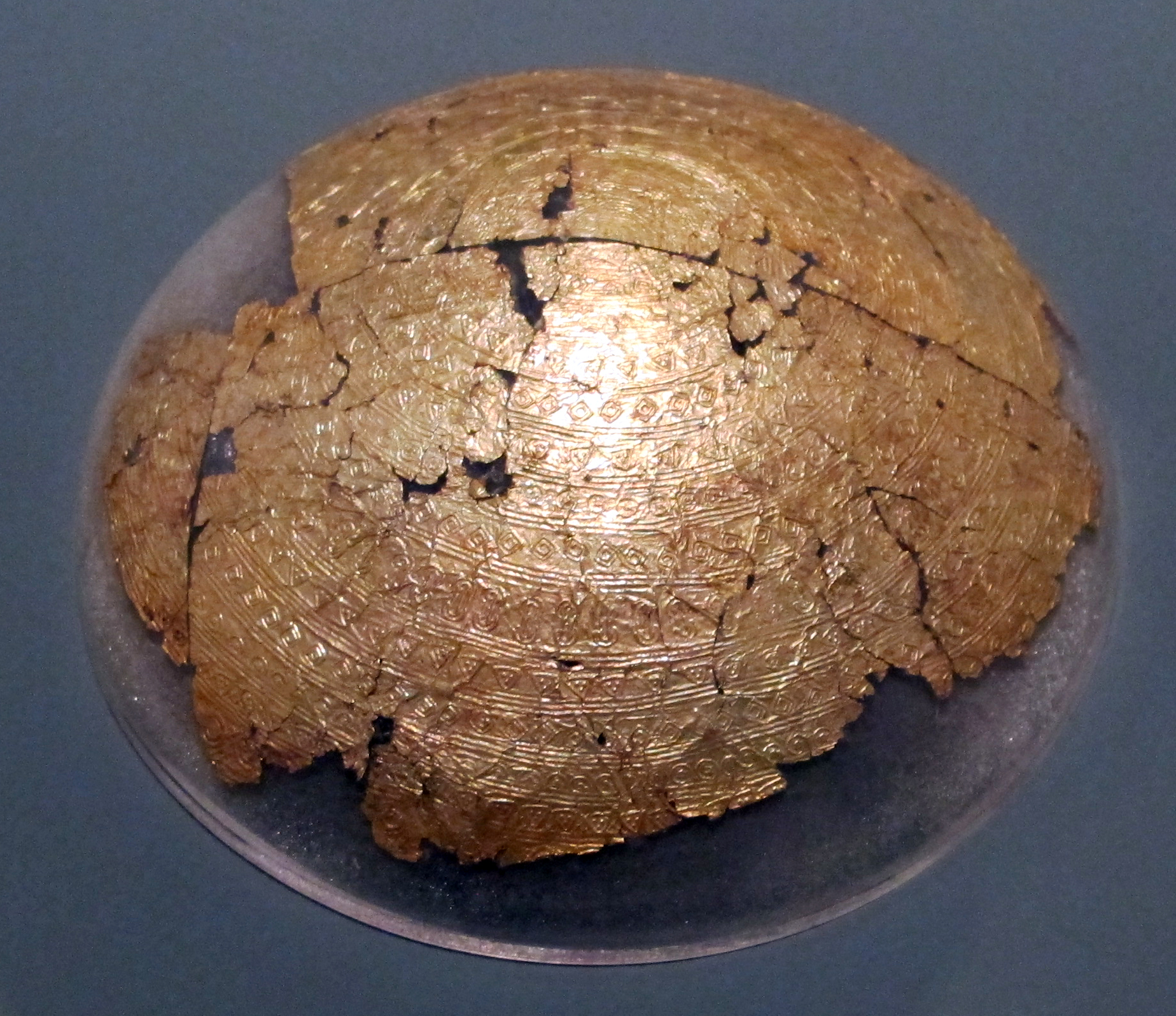
Доримский железный век, кубки из золота, 550 г. до н.э.